# Chrysozephyrus sanctissima
Chrysozephyrus sanctissima är en fjärilsart som beskrevs av Araki och Shibatani 1948. Chrysozephyrus sanctissima ingår i släktet Chrysozephyrus och familjen juvelvingar. Inga underarter finns listade i Catalogue of Life.